# Samuel A. Foot
Samuel A. Foot (Cheshire, 1780. november 8. – Cheshire, 1846. szeptember 15.) az Amerikai Egyesült Államok szenátora (Connecticut, 1827–1833).